# Lillbergträsket
Lillbergträsket är en sjö i Älvsbyns kommun i Norrbotten och ingår i Piteälvens huvudavrinningsområde. Sjön har en area på 0,0838 kvadratkilometer och ligger 247,1 meter över havet.

## Delavrinningsområde
Lillbergträsket ingår i det delavrinningsområde (730545-171547) som SMHI kallar för Utloppet av Manjärv. Medelhöjden är 186 meter över havet och ytan är 40,15 kvadratkilometer. Räknas de 100 avrinningsområdena uppströms in blir den ackumulerade arean 1 002,66 kvadratkilometer. Vistån (Kvarnbäcken) som avvattnar avrinningsområdet har biflödesordning 2, vilket innebär att vattnet flödar genom totalt 2 vattendrag innan det når havet efter 75 kilometer. Avrinningsområdet består mestadels av skog (67 procent). Avrinningsområdet har 5,09 kvadratkilometer vattenytor vilket ger det en sjöprocent på 12,7 procent.